# Ayelén Stepnik
Ayelén Lara Stepnik Pucho (* 22. November 1975 in Rosario) ist eine ehemalige argentinische Hockeyspielerin. Sie gewann mit der argentinischen Nationalmannschaft bei Olympischen Spielen eine Silber- und eine Bronzemedaille und war Weltmeisterin 2002.

## Sportliche Karriere
Ayelén Stepnik belegte mit der argentinischen Mannschaft bei den Olympischen Spielen 1996 in Atlanta den siebten Platz. Zwei Jahre später bei der Weltmeisterschaft 1998 in Utrecht unterlagen die Argentinierinnen im Halbfinale der australischen Mannschaft. Anschließend verloren sie das Spiel um die Bronzemedaille gegen die Deutschen. 1999 gewann die argentinische Mannschaft den Hockeywettbewerb bei den Panamerikanischen Spielen in Winnipeg. Bei den Olympischen Spielen 2000 in Sydney belegten die Argentinierinnen in der Vorrunde den zweiten Platz hinter den Niederländerinnen, mit drei Siegen in der Zwischenrunde konnten sie diesen Platz verteidigen. Im Endspiel trafen sie damit wieder auf die Australierinnen und unterlagen mit 1:3.
Ende 2002 fand die Weltmeisterschaft in Perth statt. Die Argentinierinnen gewannen ihre Vorrundengruppe und bezwangen im Halbfinale die Australierinnen mit 1:0. Im Finale siegten sie im Siebenmeterschießen gegen die Niederländerinnen. 2003 siegten die Argentinierinnen bei den Panamerikanischen Spielen in Santo Domingo. Bei den Olympischen Spielen 2004 in Athen belegten die Argentinierinnen in der Vorrunde den zweiten Platz. Im Halbfinale unterlagen sie den Niederländerinnen im Siebenmeterschießen, gewannen aber das Spiel um die Bronzemedaille mit 1:0 gegen die Chinesinnen. Ihr letztes großes Turnier bestritt Stepnik 2006 bei der Weltmeisterschaft in Madrid. Die Argentinierinnen belegten in ihrer Vorrundengruppe den zweiten Platz hinter den Australierinnen. Nach einer 1:3-Halbfinalniederlage gegen die Niederländerinnen gewannen die Argentinierinnen das Spiel um den dritten Platz gegen die Spanierinnen mit 5:0.
Ayelén Stepnik spielte als Mittelfeldspielerin und Verteidigerin beim Club Universitario de Rosario. Die promovierte Zahnärztin blieb nach dem Ende ihrer sportlichen Laufbahn ehrenamtlich im Hockeysport tätig.